# Оберой, Вивек
Вивек Ананд Оберой (англ. Vivek Oberoi; род. 3 сентября 1976 года) — индийский актёр. Известен исполнением ролей отрицательных персонажей. Лауреат нескольких кинематографических премий.

## Биография
Родился в Хайдарабаде, в семье актёра Суреша Обероя и его жены Яшодхары. Окончил престижный колледж в Индии, актёрские курсы в Лондоне и университет в Нью-Йорке по специальности «актёр». До 2002 года работал в Болливуде сценаристом, ассистентом на съемках и закадровым дублёром.

### Карьера
В 2002 году снялся в отрицательной роли гангстера Чанду в картине режиссёра Рама Гопала Варма «Расплата за всё». За эту роль Оберой получил несколько индийских кинематографических премий, включая Filmfare Awards. Роль Адитьи в последующей романтической комедии «Анатомия любви» также принесла признание и награды. Однако вследствие конфликта с Салманом Ханом, в карьере Вивека произошёл некоторый спад. В 2007 году актёр исправил положение, когда на экраны вышел фильм «Перестрелка в Локандвале», где он исполнил роль гангстера Майя Доласа, принесшую ему несколько национальных кинонаград. Картины «Принц», «Жертва», «Кровавая сага» упрочили его статус талантливого, серьезного, разнопланового исполнителя.
Актёр являлся членом жюри телепрограммы India Best Drambaaz в течение двух сезонов.
В вышедшей в 2017 году, комедии Bank Chor он сыграл полицейского Амхада Хана, разыскивающего главного героя-грабителя. Фильм получил негативные отзывы, которые оценили старания актёра, но назвали его персонажа неуместным.
В том же году состоялся дебют Вивека в тамильском кино с фильмом Vivegam, где он выступил в качестве антагониста. Он также снялся в сериале о крикете «Обратная сторона», снискавшем успех у зрителей.
В 2016 году он согласился на съёмки фильма Рама Гопала Вармы Rai, в котором должен был сыграть гангстера. Остальной актёрский состав так и не раскрылся, а съёмки отложили на неопределённый срок.
В 2018 году Вивек приступил к съёмкам в фильме на малаялам Lucifer, который стал для него дебютом в Молливуде, также он согласился на каннада-язычный фильм Rustum с Шивой Раджкумаром в главной роли.

### Скандалы
В 2003 году Вивек выступил на пресс-конференции в защиту своей подруги Айшварии Рай от притязаний известного актёра Салмана Хана. Киноиндустрия не простила Оберою «выноса сора из избы». Много лет после этого актёр испытывал проблемы в карьере. Его не приглашали сниматься известные режиссёры, многие кинодеятели объявили ему бойкот. Он снимался в малобюджетных проходных картинах. Определенные проблемы в карьере актёр испытывает до сих пор.

### Благотворительность
Вместе со своей семьей актёр активно занимается благотворительностью. Он создал «Фонд Яшодхары Оберой», поддерживает детей-сирот и больных раком, аутизмом. Фонд спонсирует операции на сердце и глазах многим неимущим детям. Актёр регулярно посещает больницы, приюты, школы для поддержки больных детей. Вивек Оберой также принимает участие в проекте «Lighting a Billion Lives» и в антитабачной компании. Оберой — посол ВОЗ по борьбе с курением.
В 2005 году собрал благотворительную помощь для деревни штата Тамилнаду, пострадавшей от цунами. Курирует и спонсирует интернат для девочек-сирот. Актёр занесен в список Forbes, где занимает 4-ю позицию среди азиатских филантропов. Он удостоен также национальных премий в этой области: Citizen One’ Award и Bravery Award в 2005 году. 
Компания актёра Karrm Infrastructure помогает приобрести доступное жильё для малообеспеченных людей.

### Личная жизнь
Актёру приписывали романтические отношения с несколькими индийскими актрисами, одной из которых является Айшвария Рай.
В 2010 году Вивек женился на Приянке Альва из семьи политиков. Через три года у пары родился сын Виваан, а в 2015 году — дочь Амея Нирвана.
Актёр является сторонником здорового образа жизни, пропагандирует среди индийской молодежи отказ от курения и алкоголя.

## Фильмография
| Год  |   | Русское название              | Оригинальное название          | Роль                     |
| ---- | - | ----------------------------- | ------------------------------ | ------------------------ |
| 2002 | ф | Расплата за всё               | Сompany                        | Чандракант «Чанду» Нагре |
| 2002 | ф | Таинственный попутчик         | Road                           | Арвинд Чаухан            |
| 2002 | ф | Анатомия любви                | Saathiya                       | Адитья Сехгал            |
| 2003 | ф | Найти в себе силы             | Dum                            | Удай Шинде               |
| 2003 | ф | Ничего не бойся               | Darna Mana Hai                 | Амар                     |
| 2004 | ф | Отрываясь по полной           | Masti                          | Мит Мехта                |
| 2004 | ф | На перекрестке судеб          | Yuva                           | Арджун Балачандран       |
| 2004 | ф | Ну что, влюбился?             | Kyun Ho Gaya Na                | Арджун Кханна            |
| 2005 | ф | Кисна: защищая свою любовь    | Kisna                          | Кисна Сингх              |
| 2005 | ф | Глаз тигра                    | Kaal                           | Дев Мальхотра            |
| 2005 | ф | Любить и не сдаваться         | Deewane Huye Paagal            | рассказчик (Сутрадхар)   |
| 2005 | ф | С доставкой на дом            | Home Delivery                  | Санни Чопра              |
| 2006 | ф | Не оставляйте любимых в беде  | Pyare Mohan                    | Мохан                    |
| 2006 | ф | Омкара                        | Omkara                         | Кешав «Кесу» Фиранги     |
| 2006 | ф | Таинственная карта            | Naksha                         | Вики Мальхотра           |
| 2007 | ф | Перестрелка в Локандвале      | Shoot Out At Lokhandwala       | Майя Долас               |
| 2007 | ф | Полный финиш                  | Fool N Final                   | Лаки                     |
| 2008 | ф | Миссия «Стамбул»              | Mission Istaanbul              | Ризван Хан               |
| 2009 | ф | Шанс на удачу                 | Luck By Chance                 | Картикей                 |
| 2009 | ф | Жертва                        | Kurbaan                        | Рияз Масуд               |
| 2010 | ф | Принц                         | Prince — It's Showtime         | Принц                    |
| 2010 | ф | Кровавая сага 1               | Rakta Charitra I (тел.) (там.) | Пратап Рави              |
| 2010 | ф | Кровавая сага 2               | Rakht Charitra 2 (тел.) (там.) | Пратап Рави              |
| 2012 | ф | Судьба, любовь, деньги, Дели  | Kismet Love Paisa Dilli        | Локеш «Лаки» Дуггал      |
| 2013 | ф | Округ Газиабад                | Zila Ghaziabad                 | Сатбир Гуджджар          |
| 2013 | ф | История любви Джаянты Бхая    | Jayanta Bhai Ki Luv Story      | Джаянта-бхай             |
| 2013 | ф | Отрываясь по полной 2         | Grand Masti                    | Мит Мехта                |
| 2013 | ф | Крриш 3                       | Krrish 3                       | Каал                     |
| 2016 | ф | Отрываясь по полной 3         | Great Grand Masti              | Мит Мехта                |
| 2017 | ф | Ограбление банка              | Bank Chor                      | Амджад Хан               |
| 2017 | ф | Люцифер                       | Lucifer (малаял.)              | Бобби                    |
| 2017 | с | Обратная сторона              | Inside Edge                    | Викрант Дхаван           |
| 2019 | ф | Мудрость                      | Vivegam (там.)                 | Арьян Сингха             |
| 2019 | ф | Служение Рамы                 | Vinaya Vidheya Rama (тел.)     | Раджа Баи Мунна          |
| 2019 | ф | Рустом                        | Rustum (канн.)                 | Бхарат                   |
| 2019 | ф | Премьер-министр Нарендра Моди | PM Narendra Modi               | Моди                     |
| 2021 | ф | Мумбайская сага               | Mumbai Saga                    |                          |
| 2022 | ф |                               | Kaduva                         |                          |